# Fres Oquendo
Fres Oquendo (* 1. April 1973 in San Juan) ist ein US-amerikanischer Schwergewichtsboxer puerto-ricanischer Herkunft.

## Profikarriere
Der Konterboxer Oquendo wurde 1997 Profi. 1999 besiegte er überraschend den ungeschlagenen nigerianischen Bronzemedaillengewinner der Olympischen Spiele in Atlanta, Duncan Dokiwari, nach Punkten. Daraufhin schlug er auch die Ex-WM-Herausforderer Phil Jackson und Bert Cooper sowie den Amateurweltmeister Ramón Garbey nach Punkten. Gegen Garbey war er allerdings erstmals in seiner Karriere auch selbst am Boden.
2001 gelang ihm die zweite Überraschung. Er konnte Clifford Etienne, der zu diesem Zeitpunkt ebenfalls ungeschlagen und hoch angesehen war, deklassieren und durch Technischen K. o. besiegen. Auch in den nächsten Kämpfen gewann er vorzeitig gegen Obed Sullivan und den Nigerianer David Izon, olympischer Silbermedaillengewinner von 1992.
Seine erste Niederlage musste er 2002 gegen David Tua hinnehmen, der ihn nach ausgeglichenem Kampf in der neunten Runde k. o. schlug. Nach einem Sieg über den Brasilianer George Arias hatte er gegen Maurice Harris größte Mühe und lag nach Punkten hinten, ehe ihm in der zehnten Runde noch der K. o. gelang.
Er unterschrieb bei Don King und bekam am 20. September 2003 eine Titelchance gegen den IBF-Weltmeister Chris Byrd. Fernsehen und schreibende Zunft waren sich nachher einig, dass er gewonnen hatte, dennoch bekam Byrd den Punktsieg zugesprochen.
Er durfte dann im April 2004 um den WBA-Titel gegen John Ruiz antreten, der ebenfalls bei King unter Vertrag stand. Nach einer dürftigen Vorstellung beider Boxer ging er in der elften Runde k. o.
Nach einer anschließenden zweijährigen Pause kehrte er erst 2006 unter seinem neuen Promoter Lou DiBella in den Ring zurück. Am 10. November 2006 verlor er knapp nach Punkten gegen den bereits 44-jährigen Evander Holyfield, nachdem er in der ersten Runde zu Boden musste. Ohne den Niederschlag wäre der Kampf als Unentschieden gewertet worden.
Im Dezember 2008 verlor er per Split Decision gegen James Toney. Im Jul 2009 gelang ihm ein K.-o.-Sieg in der 9. Runde gegen den früheren WBA-Weltmeister Bruce Seldon.